# Jakob Axel Nielsen
Jakob Axel Nielsen (* 12. April 1967 in Terndrup) ist ein dänischer Politiker der Konservativen Volkspartei und ehemaliger Gesundheits- und Vorbeugungs- sowie Transport- und Energieminister seines Landes.

## Leben
Nielsen kam im Terndrup Sygehus als Sohn des Anwalts Klaus Axel Nielsen und der Lehrerin Birte Nielsen zur Welt. Er ist mit der Bibliothekarin Mette Due Nielsen verheiratet, mit der drei Kinder hat (* 1994, * 1996, * 2008). Nielsens Großvater Knud Axel Nielsen war dänischer Justizminister.
Nielsen legte 1986 sein Abitur am Hobro Gymnasium ab. 1988 bis 1989 machte er sein höheres Handelsexamen an der Århus Købmandsskole Von 1989 bis 1994 studierte Nielsen Jura an der Universität Aarhus. Von 1994 bis 1996 diente er als Referendar für Advokaterne Åboulevarden in Aarhus. Im Anschluss war Nielsen bis 1997 Referendar bei Anders Hjulmand, anschließend – nach Erlangung des møderet („Sitzungsrecht“) am Landgericht – bis 2000 Anwalt bei der Kanzlei. 1997 erhielt er das. 2000 bis 2001 arbeitete er als Anwalt für 2MoveIT A/S 2002 in Århus. 2001 bis 2005 war Nielsen Anwalt für Sonofon Holding A/S. 2002 erhielt er das møderet am Højesteret.
2004 bis 2010 war Nielsen Kandidat der Konservativen Volkspartei im Aalborg Vestkreds. Am 8. Februar 2005 wurde er als Abgeordneter für den Nordjyllands Amtskreds ins Folketing gewählt, am 13. November 2007 wurde er Abgeordneter für den Nordjyllands Storkreds, welches er bis zum 31. Oktober 2010 behielt. Zwischen dem 12. September und dem 23. November 2007 war dänischer Transport- und Energieminister und anschließend bis zum 23. Februar 2010 Minister für Gesundheit und Versorgung. Anschließend war er geschäftsführender Direktor der Aleris Privathospitaler.